# Divisionsdorf

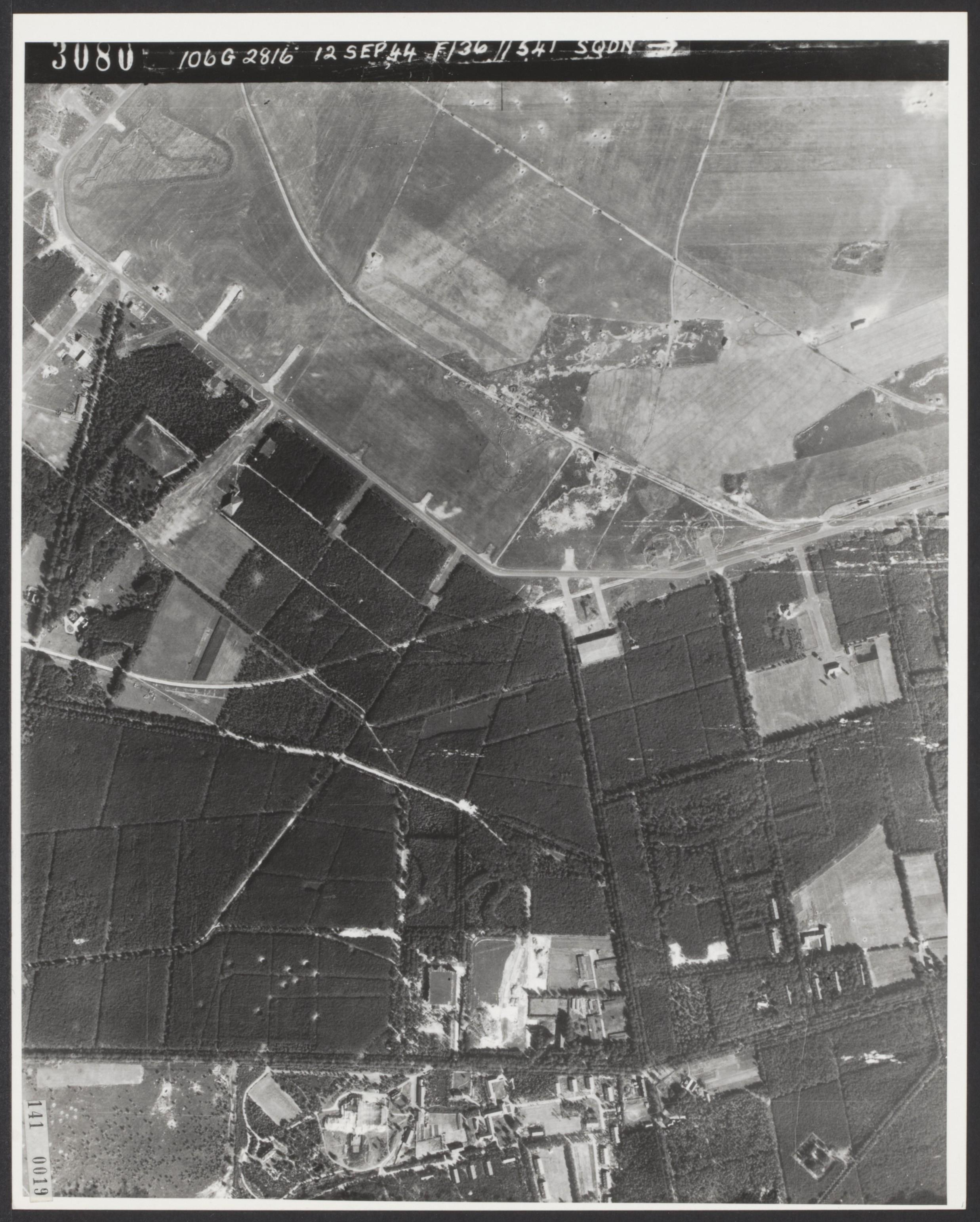
Luchtfoto van de RAF met onderaan (horizontaal) de Koningsweg, ten zuiden ervan Divisionsdorf en ten noorden, in het midden, boerderij Rijzenburg en de bunker Diogenes.

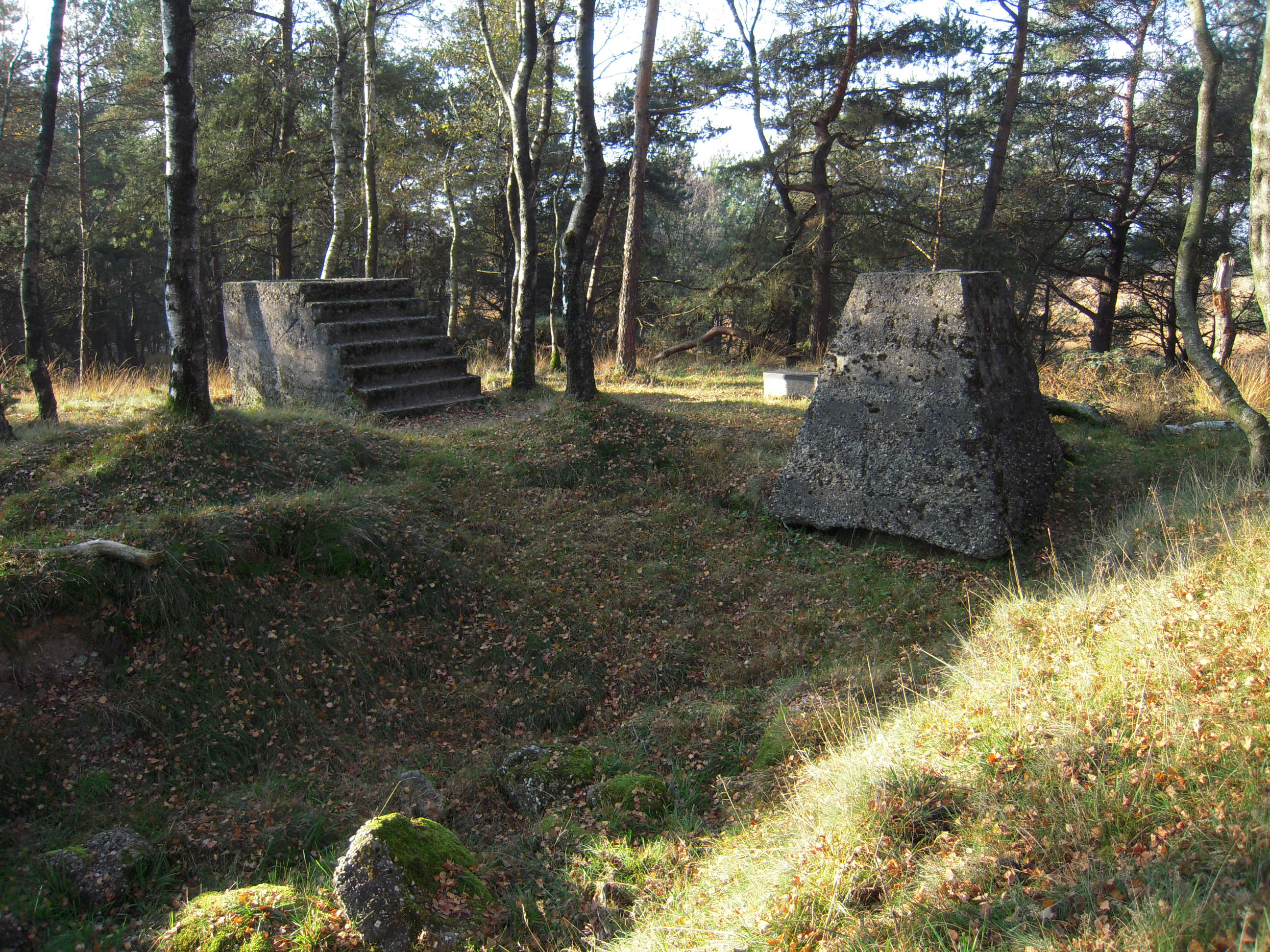
Restanten van Teerose II (november 2011).

Divisionsdorf was gedurende de Tweede Wereldoorlog een gebouwenterrein van de Luftwaffe, gelegen ten noordoosten van Arnhem, en in eerste instantie bedoeld als huisvesting voor militairen van de Luftwaffe.

## Geschiedenis
In mei 1940 werd het op het terrein gevestigde vier jaar oude sanatorium Koningsheide aan de Koningsweg in Schaarsbergen door de Luftwaffe geconfisqueerd en ingericht tot hoofdkwartier van de Eerste Jagddivision en er administratieve afdelingen in vestigden. Later werden gebouwen, zoals een kantine, officiersmess, badhuis en andere voorzieningen rondom het oude sanatorium gebouwd door Nederlandse aannemers en (vrijwillige) Nederlandse arbeiders. Deze gebouwen kregen veelal het uiterlijk van woningen of boerderijen, maar hadden muren van 50 cm dik beton, gebouwd volgens de  Heimatschutzarchitektur, een klassieke architectuurstroming verwant aan de Delftse School. Tevens kwam er een boerderij (boerderij Rijzenburg) voor de voedselvoorziening en de kweek van o.m. angorakonijnen voor bontvoering. 
Naar schatting werden er op het complex ongeveer 300 man gehuisvest.
In 1941 werd de Reichsschule Koningsheide in het sanatoriumgebouw gevestigd, waarbij het personeel van de Luftwaffe deels buiten het gebouw werd ondergebracht. Nadat het experiment met de Reichsschule Koningsheide was mislukt, werd het gebouw in april 1942 weer aan de Luftwaffe teruggegeven.
In het zuiden werd, grenzend aan het terrein, een proefcommandocentrum gebouwd voor experimenten met een vluchtleidingscentrum ten behoeve van de nachtjacht. De resultaten ervan zouden later worden gebruikt in de Diogenesbunker. Het gebouw werd in baksteen opgetrokken.
In 1942 werden ten noorden, grenzend aan het terrein van boerderij Rijzenburg, de Diogenesbunker en een onderkomen voor Duitse Luftnachrichtenhelferinnen (ook wel Blitzmädel genoemd), die gedurende de oorlog in de commandobunker Diogenes werkten, gebouwd.  
Voor de verdediging van het complex werd bewapening opgesteld in de vorm van 3 groepen FLAK-luchtafweergeschut. Voor de bouw ervan waren zoveel materialen benodigd dat een aparte stuk spoorlijn, het bommenlijntje, dat liep van Wolfheze naar Fliegerhorst Deelen, werd aangelegd.
Tijdens de Slag om Arnhem werd het sanatoriumgebouw door Engelse bombardementen, die bedoeld waren voor het vernietigen van de Diogenesbunker, vernietigd.
Het terrein is nu ingericht als vakantiepark (DroomPark Hooge Veluwe). De gebouwen hebben een herbestemming gevonden in de onder meer de Luchtmacht Kaderschool (LKS) en de Koninklijke Kaderschool Luchtmacht (KKSL) (nu de thuisbasis van de Arnhemse Hackerspace], een campingkantine en particuliere woningen. Ook de Diogenesbunker bestaat nog steeds en wordt gebruikt als hulpdepot voor het Nationaal Archief. Boerderij Rijzenburg stond in 2016 te koop als Twee villa’s onder een kap.